# آن گارفینو
آن گارفینو (انگلیسی: Anne Garefino؛ زادهٔ ۱ ژوئیهٔ ۱۹۵۹) تهیه‌کننده فیلم، و تهیه‌کننده تلویزیونی اهل ایالات متحده آمریکا است. وی همچنین برندهٔ جوایزی همچون جوایز امی ساعات پربیننده شده‌است.